# (1323) Tugela
(1323) Tugela – planetoida należąca do zewnętrznej części pasa głównego asteroid okrążająca Słońce w ciągu 5 lat i 294 dni w średniej odległości 3,23 au. Została odkryta 19 maja 1934 roku w Union Observatory w Johannesburgu przez Cyrila Jacksona. Nazwa planetoidy pochodzi od Tugeli, rzeki wypływająca z Gór Smoczych. Przed nadaniem nazwy planetoida nosiła oznaczenie tymczasowe (1323) 1934 LD.